# Periclimenes toloensis
Periclimenes toloensis är en kräftdjursart som beskrevs av Bruce 1969. Periclimenes toloensis ingår i släktet Periclimenes och familjen Palaemonidae. Inga underarter finns listade i Catalogue of Life.